# Acronicta travancorica
Acronicta travancorica là một loài bướm đêm trong họ Noctuidae.